# Route nationale 1 (Tunesien)
RN1 (für französisch route nationale 1, deutsch Nationalstraße 1) ist eine Straße in Tunesien, die die Hauptstadt Tunis im Norden mit der tunesisch-libyschen Grenze im Süden verbindet.

## Geschichte
Der Bau begann mit dem Start des ersten großen Straßenprogramms im Jahr 1921, bei dem ein Netz aus Straßen geschaffen wurde. 1930 war die Route nationale 1 fertiggestellt.

## Daten
Die Straße ist 580 Kilometer lang und verläuft hauptsächlich an Küsten.
Die RN1 ist die verkehrsreichste Straße Tunesiens, da sie die wichtigsten Ballungsräume verbindet, die auch die wichtigsten Wirtschaftszentren des Landes sind: Tunis, Sousse, Sfax und Gabès.

## Verlauf
- Tunis (überquert den südlichen Teil der Agglomeration)
- Hammam Lif
- Grombalia
- Bou Argoub
- Bir Bouregba (Abzweigung nach Hammamet)
- Bouficha
- Enfida (Kreuzung mit der RN2)
- Sidi Bou Ali
- Akouda
- Hammam Sousse
- Moôtmar (Abzweigung nach Sousse)
- M'saken
- Borjin
- Kerker
- El Jem
- El Hencha
- Dokhane
- Sakiet Ezzit
- Sfax
- Mahres
- Skhira
- Akarit
- Metouia
- Bou Chemma
- Chenini Nahal (Abzweigung nach Gabès)
- Teboulbou
- Kettana
- Mareth
- Arram
- Metameur
- Medenine (Kreuzung mit der RN19)
- Ben Gardane
- Ras Jedir